# Deshpandiella jambolana
Deshpandiella jambolana — вид грибів, що належить до монотипового роду  Deshpandiella.